# Arborícola

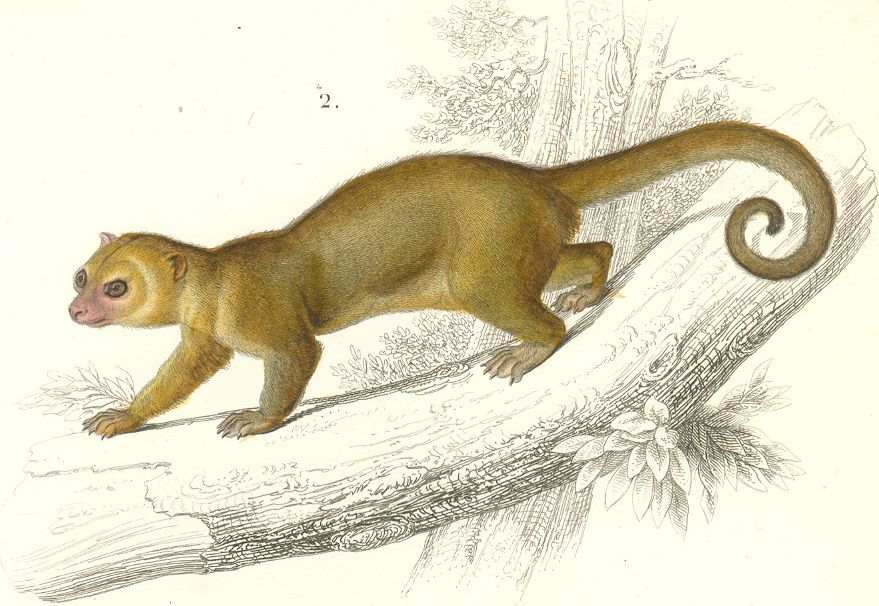
El kinkajú és un mamífer arborícola.

Un animal arborícola (del llatí arbor, 'arbre', i colo, 'habitar') és qualsevol animal que visqui predominantment als arbres.

## Característiques
Els animals que viuen en un biòtop arborícola presenten generalment diverses característiques específiques, que depenen del grup animal del qual es tracti.

### Mamífers (principalment primats)
- membres anteriors llargs + flexibilitat de l'articulació de la cintura escapular,
- membres posteriors més curts + flexibilitat de l'articulació de la cintura pelviana,
- polzes oposables (mans i peus)
- angle important entre els polzes oposables i la resta de dits (important per a la prensió)
- falanges llargues.

### Rèptils
- presència d'urpes en moltes espècies,
- presència de setes sota els dits o fins i tot la cua (Uroplatus, Rhacodactylus, etc.),
- cua parcialment prènsil (camaleons),
- sovint presència d'un mimetisme que permet un camuflatge eficaç.